# Arsinoe
För andra betydelser, se Arsinoe (olika betydelser).
Arsinoe, Arsinoë (grekiska Ἀρσινόη), är ett grekiskt kvinnonamn som bland annat burits av ett antal drottningar i den ptolemaiska dynastin. Även inom grekisk mytologi har olika kvinnor kallats Arsinoe. 
Den 31 december 2014 fanns det totalt 1 kvinna folkbokförd i Sverige med namnet Arsinoe, men ingen bar det som tilltalsnamn.

## Personer med namnet Arsinoe
- Arsinoe I, drottning i ptolemeiska riket
- Arsinoe II, drottning i Thrakien  och ptolemeiska riket
- Arsinoe III, drottning i ptolemeiska riket
- Arsinoe IV, drottning i ptolemeiska riket